# International Marine Incorporated Fútbol Club
El International Marine Incorporated Fútbol Club o conocido también como IMI de Talara o simplemente el IMI fue un club de fútbol de Perú, de la ciudad de Talara en el Departamento de Piura. Fue fundado en 1992 participó durante un año en primera división, y desapareció a inicios del 2001.

## Historia
En 1983 a raíz de la iniciativa de los trabajadores de la empresa International Marine Incorporated, empresa dedicada al negocio el transporte marítimo de petróleo, se funda el International Marine Incorporated Fútbol Club. Cabe destacar que este equipo nunca perteneció a la empresa, sino que estuvo siempre en manos de los trabajadores, quienes en el año 1993 gestionaron su fusión con el recién fundado Club Banrenor perteneciente al desaparecido Banco Regional del Norte, denominándose IMI Banrenor.
Fue así que el IMI ganó en 1995 su Liga Distrital de Fútbol, para luego ser eliminado en la Etapa Departamental de la Copa Perú a manos del Túpac Amaru de Sullana. Al año siguiente el club norteño logró ser campeón departamental de Piura e ingresar a la Etapa Regional, pero su sueño terminó luego de enfrentarse a la Universidad Técnica de Cajamarca. En el año 1997 el IMI fue eliminado en la Etapa Regional por el Atlético Grau de Piura; sin embargo, un año después y ya con el nombre IMI Norbank (Banrenor cambió su nombre a Norbank), alcanzó el campeonato de la Copa Perú y el ascenso a Primera.
Aquella recordada campaña, no fue nada fácil para los talareños. Pues en la etapa regional de aquel año, debió medirse con Víctor Loli de Tumbes y nada menos con el histórico, Atlético Torino, que tras bajar de la Profesional, jugaba desde esa instancia de la Copa Perú. Al final de este triangular, quedó igualado en el primer lugar con el taladro y en un partido de descarte, IMI ganó 2-1 y disputó la final de la Región I ante Deportivo Pomalca de Lambayeque, la misma que ganaron en partido extra disputado en Sullana por 2-0 y clasificaron a la fase nacional.
En la etapa nacional, IMI, debutó con una derrota por 4-0 ante Cultural Hidro, pero el equipo azul le dio vuelta al score en su cancha imponiéndose por 5-0 y clasificó a la otra fase. En las semifinales, tropezó de visita, esta vez ante Alfonso Ugarte de Puno por un casi lapidario 4-0. Pero en otra gran reacción, IMI, en Talara le metió 5 goles a los puneños y lo eliminaron. IMI ya estaba en la gran final y Coronel Bolognesi era el rival. El 13 de diciembre, los tacneños hacen suyo el partido por 3-1 en la ciudad heroica pero pierden por el mismo marcador en Talara. La llave estaba igualada pero se suscitaron problemas al minuto 80 de juego que la Federación otorgó como ganador del partido a IMI con un marcador de 2-0, fue así que subió al fútbol rentado.
Al año siguiente, a pesar de quedarse sin el auspicio de Norbank, pero con el apoyo de Petroperú, comenzó con buen pie en Primera; sin embargo, la campaña terminaría con un descenso anunciado a raíz del bajo nivel del equipo, sumado al precario trabajo de sus dirigentes, reflejado no solo en sueldos impagos, sino en el poco criterio para mantener técnicos: en total, tuvo 7 entrenadores en un mismo año. Sin embargo uno de ellos dejó huella en el fútbol peruano, durante las fecha 12 y 18 del clausura tuvo al primer y único técnico boliviano en la Primera División del Perú.
La permanencia del IMI en el mundo futbolístico fue corto a raíz de los problemas mencionados. Luego de descender, en el año 2000 fue eliminado con facilidad en la Etapa Regional de la Copa Perú por el Atlético Grau y el Sport Pampas de Tumbes. En 2001 perdió la final departamental contra Atlético Grau y quedó eliminado. El equipo dejó de existir a inicios del siguiente año, cuando su plaza en la Liga de Talara fue cedida al Refineros FC.

## Uniforme
- Uniforme titular: Camiseta azul, pantalón blanco y medias azules.
- Unifrome alternativo: Camiseta, pantalón y medias blancas.
- Tercer uniforme: Camiseta verde, pantalón blanco, medias verdes.

### Indumentaria y patrocinador
| Periodo | Patrocinador |
| ------- | ------------ |
| 1999    | Match        |

| Periodo | Patrocinador            |
| ------- | ----------------------- |
| 1999    | Panamericana Televisión |
| 1999    | Petroperú               |

### Evolución del uniforme
| 1998 Titular | 1999 Titular | 1999 Titular | 1999 Titular | 1999 Titular |  |

## Entrenadores
- Diego Agurto (1998-1999); Campeón Copa Perú 1998
- César Cubilla (1999)
- Humberto Arévalo - Int. (1999)
- Rafael Castañeda (1999)
- Luis Vitonera - Int. (1999)
- Jorge Valerio Fernández (1999)
- Pedro Sanjínez (1999)

## Datos del club
- Temporadas en Primera División: 1 (1999).
- Mayor goleada conseguida:
  - En campeonatos nacionales de local: International Marine Incorporated 4:1 Cienciano (28 de febrero de 1999).
  - En campeonatos nacionales de visita: Deportivo Pesquero 0:1 International Marine Incorporated (13 de junio de 1999).
- Mayor goleada recibida:
  - En campeonatos nacionales de local: International Marine Incorporated 0:3 Universitario (13 de octubre de 1999).
  - En campeonatos nacionales de visita: Alianza Atlético 7:0 International Marine Incorporated (10 de octubre de 1999).
- Mejor puesto en la liga: 10º.
- Peor puesto en la liga: 12º.

## Palmarés

### Torneos nacionales
| Competición nacional | Títulos | Subcampeonatos |
| -------------------- | ------- | -------------- |
| Copa Perú (1/0)      | 1998.   |                |

### Torneos regionales
| Competición regional              | Títulos     | Subcampeonatos |
| --------------------------------- | ----------- | -------------- |
| Etapa Regional - Región I (1/0)   | 1998.       |                |
| Liga Departamental de Piura (2/2) | 1996, 1998. | 1997, 2001.    |
| Liga Distrital de Sullana (1/0)   | 1995.       |                |